# 盧宗哲
盧宗哲（1505年—1574年），字濬卿，號淶西，保定府淶水縣人，直隸德州左衛軍籍，明朝政治人物。

## 生平
嘉靖七年（1528年）山東鄉試第八名舉人。嘉靖十四年（1535年）中式乙未科會試第八十五名，登第三甲第一百七十七名進士。選庶吉士，十六年正月授官翰林院檢討，十七年丁父忧，十九年服除，補故官，二十年任辛丑科会试同考官，二十四年充《大明会典》纂修官，二十六年正月陞南京國子監司業，三十年十二月升南京尚宝司卿，三十一年十月升南京通政司右参议，三十三年十二月升太常寺少卿提督四夷馆，三十五年二月升南京太仆寺卿，三十六年十二月改光禄寺卿，不為權臣嚴嵩笼络，当擢户部侍郎，因嵩所格，三十八年正月以病致仕。万历二年卒，得年七十。

## 著作
工詩，诗稿甚多，晚年焚之，曾孙世辑刻为《见宾堂集焚余草》行于世。

## 家族
曾祖盧得；祖父盧信，曾任壽官；父盧經，封徵仕郎翰林院检讨；母崔氏，贈孺人；繼母劉氏。具庆下。兄宗儒、宗賢。
子盧茂、孫永錫、文錫、玄錫。